# Tetleyus pericopti
Tetleyus pericopti är en rundmaskart som beskrevs av Dale 1964. Tetleyus pericopti ingår i släktet Tetleyus och familjen Thelastomatidae. Inga underarter finns listade i Catalogue of Life.